# Tricentrogyna colligata
Tricentrogyna colligata là một loài bướm đêm trong họ Geometridae.